# Pteris argyraea
Pteris argyraea är en kantbräkenväxtart som beskrevs av Moore. Pteris argyraea ingår i släktet Pteris och familjen Pteridaceae. Inga underarter finns listade.